# Maurice Delage (compositeur)
Pour les articles homonymes, voir Maurice Delage.
Œuvres principales
- Quatre poèmes hindous (1914)
- Sept haï-kaïs (1923)
- In morte di un samouraï (1950)

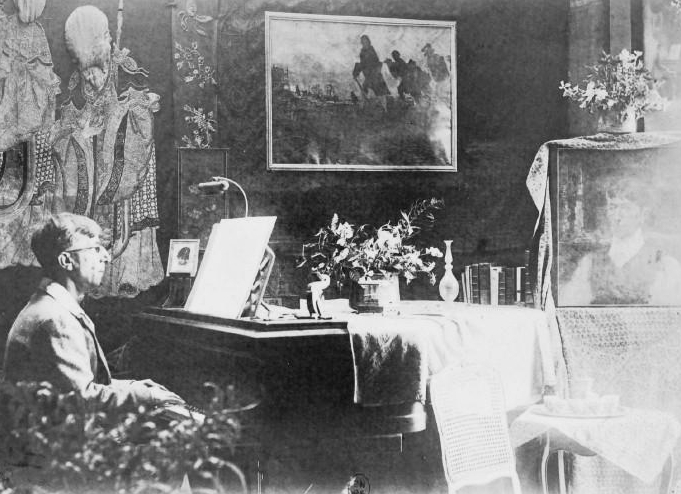
Maurice Delage au piano

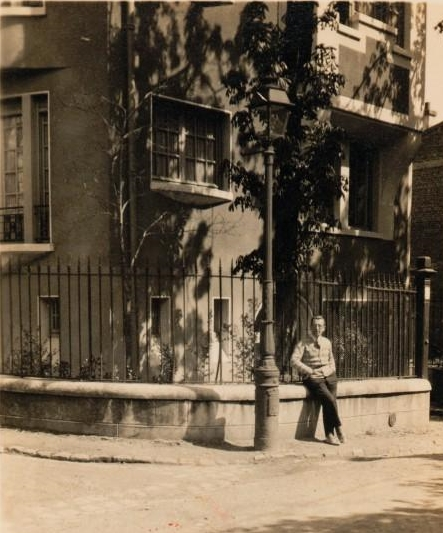
Maurice Delage devant sa maison, 25, Grande Avenue de la Villa-de-la-Réunion, Paris 16e, en 1930

Maurice Delage est un compositeur français, né le 13 novembre 1879 à Paris VIe et mort le 19 septembre 1961 à Paris XVIe.
Disciple et ami de Maurice Ravel dès les années 1900, c'est en entendant le Pelléas et Mélisande de Claude Debussy que lui serait venue sa vocation. Adolescent, il étudia le violoncelle. Autodidacte, il appartint au groupe des Apaches.
Son œuvre, peu abondante, est marquée par le souvenir de séjours qu'il fit en Extrême-Orient, principalement en Inde et au Japon, en 1912-1913. L'extrême concision de ses mélodies, la richesse des lignes de chant et les rythmes singuliers qu'il sait imposer sont caractéristiques de son style exigeant, à la fois "classique" et "exotique". 
Ses pièces les plus célèbres sont les Quatre poèmes hindous pour chant et orchestre de chambre, créés en 1914.

## Hommages
Maurice Ravel lui dédia la cinquième pièce de ses Miroirs pour piano (La Vallée des cloches), en 1905, et Igor Stravinsky la première mélodie, Akahito, de ses Trois poésies de la lyrique japonaise en 1914.

## Catalogue des œuvres
Poèmes symphoniques
- Conté par la mer (1908)
- Les Bâtisseurs de ponts (1913) d'après Kipling
- Ouverture pour le Ballet de l'avenir (1923)
- Contrerimes (1931), orchestration des pièces pour piano
- Bateau ivre (1954) d'après le poème Le Bateau ivre de Rimbaud
- Cinq danses symphoniques (1958)

Musique de chambre
- Quatuor à cordes (1949)
- Suite française pour quatuor d'archets (1958)

Mélodies (chant et piano)
- Trois mélodies (1909)
- Ragamalika, « chant tamoul » (1914)
- Trois poèmes (1922)
- Ronsard à sa muse (1924)
- Les Colombes (1924)
- La Chanson de ma mie (1924)
- Les Demoiselles d'Avignon (1924)
- Sobre las Olas (1924) sur un poème de Jean Cocteau
- Toute allégresse (1925) sur un poème de Paul-Jean Toulet

Mélodies (chant et ensemble instrumental)
- Quatre poèmes hindous (1912)
- Sept haï-kaïs (1925)
- Deux fables de La Fontaine (1931), Le Corbeau et le Renard, et La Cigale et la Fourmi
- Trois chants de la jungle (1934) d'après Kipling
- In morte di un samouraï (1950)
- Trois poèmes désenchantés (1955)

Musique pour piano seul
- Schumann... (1918)
- Contrerimes (1927)

### Ouvrages généraux
- Colette, Maurice Ravel par quelques-uns de ses familiers, Paris, Éditions du Tambourinaire, 1939 (BNF 37749367)

- Hélène Jourdan-Morhange, Ravel et nous, Paris, Éditions du Milieu du monde, 1945 (BNF 32291620)

### Monographie
- Philippe Rodriguez, Maurice Delage : La solitude de l'artisan, Genève, Éditions Papillon, coll. « Mélophiles », 2001, 159 p. (ISBN 2-940310-08-4, BNF 38913259)

### Correspondance
- Maurice Ravel, L'intégrale : Correspondance (1895-1937), écrits et entretiens : édition établie, présentée et annotée par Manuel Cornejo, Paris, Le Passeur Éditeur, 2018, 1769 p. (ISBN 978-2-36890-577-7 et 2-36890-577-4, BNF 45607052) Contient 53 correspondances de Ravel à Maurice Delage, 7 de Ravel à Nelly Delage, 3 correspondances de Maurice Delage à Ravel, 4 correspondances de Nelly Delage à Ravel et 1 correspondance de Maurice Delage sur Ravel